# Suchá dolina (Revúcka dolina)

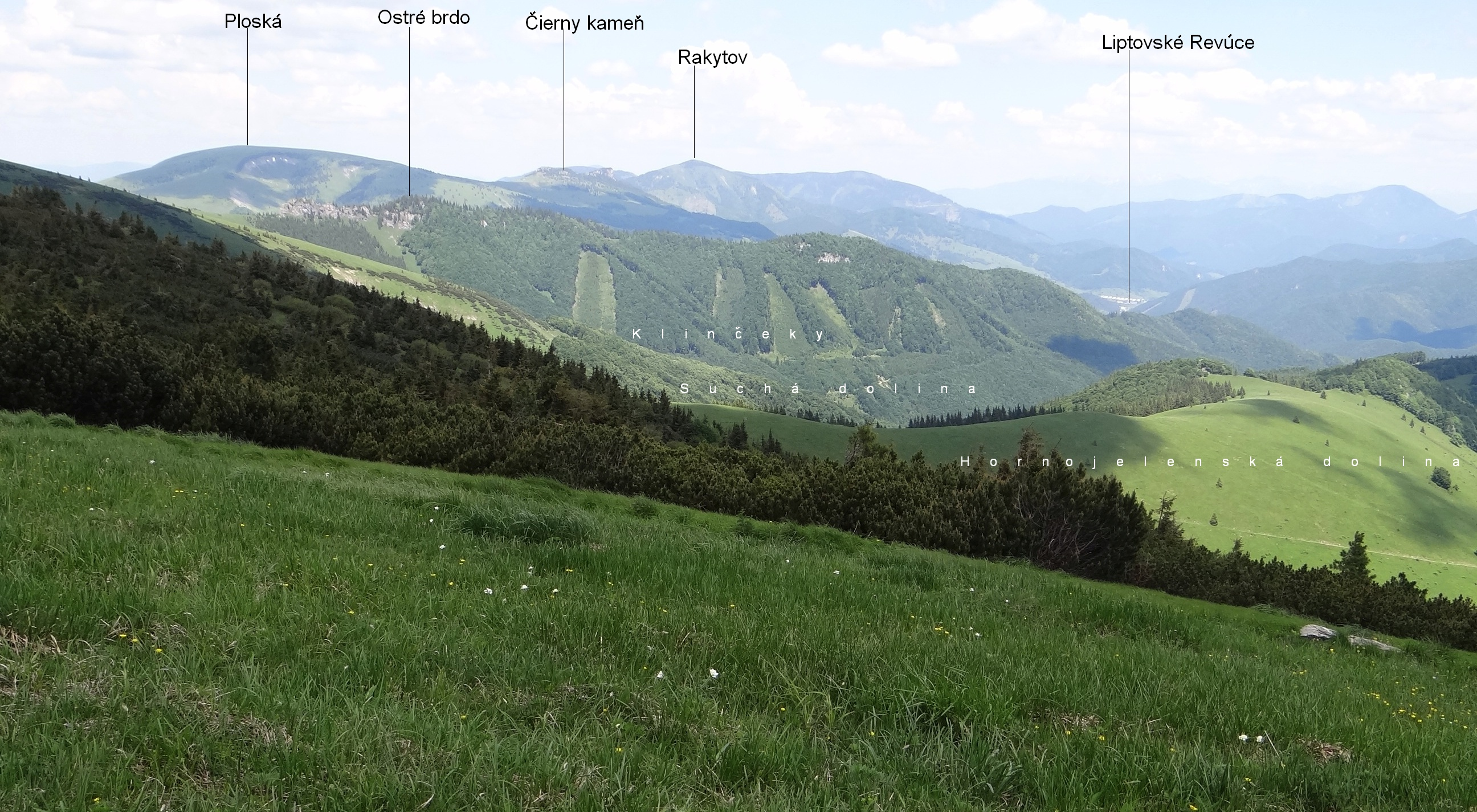

Suchá dolina – dolina w Wielkiej Fatrze na Słowacji. Jest górną częścią Doliny Rewuckiej (Revúcka dolina). Ma wylot na wysokości około 700 m w górnej części miejscowości Liptovské Revúce (Vyšna Revúca). W miejscu tym znajdują się także wyloty dwóch bocznych odnóg Doliny Rewuckiej: Zelenej doliny (Zelená dolina) i doliny Veľká Sutecká. Górą dolina Sucha podchodzi pod główną grań Wielkiej Fatry na odcinku od szczytu Krížna (1574 m) po Ostredok (1592 m). Orograficznie lewe zbocza doliny tworzy wschodni grzbiet Ostredoka z wierzchołkiem Ostré brdo, prawe wschodni grzbiet Krížny ciągnący się poprzez Rybovské sedlo, Repište, Prašnické sedlo, Veterný vrch, Východné Prašnické sedlo po Šturec. Dnem doliny spływa rzeka Revúca. Odchodzący od znajdującego się między Krížną a Ostredokiem szczyt Noštek krótki grzbiet oddziela górną część Suchej doliny od jej odnogi o nazwie Klinčeky.
Dolina jest w większości porośnięta lasem. Bezleśna, pokryta dużymi połaciami hal jest górna jej część – stoki szczytów Krížna, Noštek, Frčkov i Ostredok oraz lewe zbocza przy ujściu doliny. Zabudowany jest tylko wylot doliny. W dolnej części doliny, w pewnej odległości od zabudowań Vyšnej Revúcy znajduje się leśniczówka Hajabačka.
Dnem doliny prowadzi znakowany szlak turystyczny.

## Szlak turystyczny
Vyšné Revúce – leśniczówka Hajabačka – Rybovské sedlo (skrzyżowanie ze szlakiem czerwonym). Deniwelacja 675 m, odległość 8,2 km, czas przejścia 2,40 h, ↓ 2,10 h.